# Islote Adams
El Islote Adams o Islote del Sur es una pequeña isla del Océano Atlántico situada a 0,61 kilómetros al sur de la isla de Annobón, en el africano golfo de Guinea y perteneciente administrativamente a la provincia del mismo nombre, parte de Guinea Ecuatorial. En las coordenadas geográficas 01°28′10″S 5°38′33″E / -1.46944, 5.64250
Posee una superficie de 0,55 hectáreas o 5.493,06 m² y un perímetro de 0,32 km. 